# Punk Goes Pop 2
Punk Goes Pop 2 è una compilation della serie Punk Goes..., creata e pubblicata dalla Fearless Records, la seconda a contenere cover di canzoni pop e l'ottava in tutto. È stata pubblicata il 9 marzo 2009 nel Regno Unito ed il 10 negli Stati Uniti. L'album ha debuttato alla quindicesima posizione della Billboard 200, vendendo 21000 copie.
L'uscita dell'album era prevista originariamente per il 17 febbraio, ma, a causa dell'inclusione della cover di Chiodos, è stata rimandata di un mese. L'album è stato disponibile in streaming sul sito di MTV a partire dal 3 marzo.

## Tracce
Una lista incompleta delle tracce è stata pubblicata il 17 dicembre 2008, dove sono stati rivelati molti degli artisti inclusi. L'8 gennaio 2009 è stata pubblicata la lista ufficiale.
1. Alesana – What Goes Around... Comes Around (Justin Timberlake) – 4:31
2. Silverstein – Apologize (OneRepublic) – 2:55
3. August Burns Red – ...Baby One More Time (Britney Spears) – 3:10
4. Mayday Parade – When I Grow Up (Pussycat Dolls) – 3:38
5. A Day to Remember – Over My Head (Cable Car) (The Fray) – 3:31
6. Escape the Fate – Smooth (Santana feat. Rob Thomas) – 3:58
7. There for Tomorrow – Ice Box (Omarion feat. Timbaland) – 4:18
8. Chiodos – Flagpole Sitta (Harvey Danger) – 3:39
9. Bayside – Beautiful Girls (Sean Kingston) – 3:41
10. Breathe Carolina – See You Again (Miley Cyrus) – 3:23
11. The Cab – Disturbia (Rihanna) – 4:01
12. A Static Lullaby – Toxic (Britney Spears) – 3:20
13. Four Year Strong – Love Song (Sara Bareilles) – 3:03
14. Attack Attack! – I Kissed a Girl (Katy Perry) – 3:00
15. A Static Lullaby – Toxic (Britney Spears) – multimediale[3]

## Classifiche
| Classifica (2009)         | Posizione massima |
| ------------------------- | ----------------- |
| Stati Uniti               | 15                |
| Stati Uniti (independent) | 2                 |
| Stati Uniti (compilation) | 1                 |
| Stati Uniti (alternative) | 7                 |